# 20 de abril
El 20 de abril es el 110.º (centésimo décimo) día del año en el calendario gregoriano y el 111.º en los años bisiestos. Quedan 255 días para finalizar el año.

## Acontecimientos
- 1194: en Tordehumos (España), el rey de León, Alfonso IX, y el de Castilla, Alfonso VIII, firman el Tratado de Tordehumos.
- 1283: en Sicilia, el rey Pedro III nombra a Roger de Lauria almirante de la armada aragonesa de Sicilia.
- 1482: en Granada (España), un ejército musulmán al mando de Muley Hacén ataca Alhama de Granada, que es defendida vigorosamente por los cristianos.
- 1702: en Roma (Italia), los astrónomos Giacomo Filippo Maraldi y Francesco Bianchini descubren el C/1702 H1, localizado posteriormente por María Winkelmann-Kirch y por Philippe de la Hire.
- 1741: las tropas británicas se retiran tras el sitio de Cartagena de Indias.
- 1763: en Sevilla (España) se inaugura la plaza de toros de la Real Maestranza, que será denominada la Catedral del Toreo.
- 1775: en Boston (Estados Unidos) las tropas británicas sitian la ciudad.
- 1783: en el teatro de la Santa Cruz de Barcelona (España) se inicia la primera temporada de ópera de esa ciudad.
- 1792: Francia le declara la guerra a Austria.
- 1808: en España, el rey Fernando VII sale de España para entrevistarse con Napoleón Bonaparte en Bayona (Francia), encuentro del que no regresará hasta la caída de este.
- 1810: en Caracas (Capitanía General de Venezuela), la Junta de Gobierno proclama la existencia de una soberanía nacional desligada de España. Un mes después hará lo mismo Buenos Aires.
- 1822: en el Presidio Real de San Diego (California), se arría la bandera española y se entrega la plaza al Primer Imperio Mexicano, poniendo fin así a 309 años de presencia española en los actuales Estados Unidos.
- 1833: el rey de España crea, por medio de real orden, el Boletín Oficial de las Provincias Españolas.
- 1859: de España zarpa una expedición armada franco-española con rumbo a Cochinchina.
- 1862: en Barcelona (España) se reinaugura el Liceo tras la reconstrucción motivada por el incendio que lo destruyó el 9 de abril del año anterior.
- 1862: se completa el primer examen de pasteurización.
- 1866: en Madrid (España) comienzan las obras de construcción de la Biblioteca Nacional.
- 1871: en Estados Unidos se declara una ley de derechos civiles que suprime al grupo de apartheid Ku Klux Klan. De todos modos el apartheid oficial terminará en 1965.
- 1878: se produce en el mar Cantábrico la conocida como Galerna del Sábado de Gloria, en el que 322 pescadores mueren ahogados por este fenómeno meteorológico de extremada violencia.
- 1882: en Wiesbaden (Alemania) se funda la Sociedad Alemana de Medicina Interna, con el nombre de Congreso de Medicina Interna.
- 1884: en el Vaticano, el papa León XIII publica su encíclica Humanum genus en la que condena la masonería.
- 1889: en Braunau am Inn, nace Adolf Hitler, futuro líder de Alemania desde 1933 a 1945.
- 1897: en Barcelona (España) entra en vigor el Decreto de Agregación, según el cual los municipios de Gracia, San Martín de Provensals, San Andrés de Palomar, San Gervasio de Cassolas, Sants y Les Corts se integran en la ciudad.
- 1898: en Madrid se producen manifestaciones contra Estados Unidos por su intervención en la Guerra que España le declaró a Cuba.
- 1899: en el Imperio alemán, una sentencia del Consejo parlamentario autoriza a las mujeres a acceder al examen oficial de medicina en el territorio del Imperio.
- 1900: en Francia, Henri Bergson publica La risa.
- 1901: en Rusia, el ministro de Asuntos exteriores francés, Théophile Delcassé, visita San Petersburgo.
- 1902: en Francia, los científicos Pierre y Marie Curie refinan cloruro de radio.
- 1906: en Ecuador se produce el «Milagro de la Dolorosa», del Colegio San Gabriel en Quito.
- 1913: en París, los dos hijos de la bailarina estadounidense Isadora Duncan (1878-1927) se ahogan en el río Sena tras un accidente automovilístico.
- 1913: en San Sebastián (España) se inaugura la Escuela Oficial Militar.
- 1914: en Estados Unidos, el presidente Woodrow Wilson ordena a las tropas estadounidenses que ocupen Veracruz (México).
- 1915: en el marco de la Primera Guerra Mundial, el ministro del Tesoro, David Lloyd George, exige que se pase a la economía de guerra.
- 1916: se produce un combate naval en el Mar del Norte entre barcos británicos y alemanes frente a las costas flamencas en el transcurso de la Primera Guerra Mundial.
- 1917: en España, el rey Alfonso XIII llama al liberal Manuel García Prieto para que forme Gobierno.
- 1917: en Barcelona, el Colegio de Médicos envía una queja a Gobernación porque el ayuntamiento no analiza diariamente las aguas de consumo.
- 1920: en Alemania se celebra el Congreso de Medicina Interna, en el que se trata de encontrar un tratamiento contra la tuberculosis.
- 1923: en Italia, Benito Mussolini suprime el recuerdo del Primero de Mayo (la masacre contra los obreros de Chicago).
- 1929: en España, el Gobierno dictatorial decreta el cierre de la Universidad de Barcelona ―como ya había hecho en Madrid― debido a la creciente agitación estudiantil.
- 1934: en España, las Cortes aprueban la Ley de Amnistía.
- 1935: en Lorca (Murcia) se producen enfrentamientos entre campesinos a causa de la escasez de agua.
- 1936: en España, el Athletic Club gana la Liga Española de Fútbol.
- 1938: en Uckermark, en el extremo norte del estado de Brandemburgo (Alemania) un empresario nazi crea la Esvástica del Bosque como regalo para Adolf Hitler en su 49.º cumpleaños.
- 1939: en Alemania, el 50.º cumpleaños de Hitler es declarado fiesta nacional.
- 1943: durante la Segunda Guerra Mundial, en Yugoslavia, el jefe de los guerrilleros, Draza Mijailovich (1893-1946), rechaza las acusaciones de mantener relaciones con las potencias del Eje.
- 1946: los comunistas chinos ocupan Changshá.
- 1947: en Dinamarca, Federico IX sube al trono.
- 1949: en Nueva Jersey (Estados Unidos) tiene lugar la primera prueba de un tren Talgo, ideado por el ingeniero español Alejandro Goicoechea.
- 1952: en Jackson (Míchigan, Estados Unidos), 600 de los 6500 presos de la cárcel más grande del mundo, se rebelan contra la brutalidad de los guardias y la insuficiencia de los equipos médicos.
- 1955: Filipinas, en la provincia de Davao del Sur, el municipio de La Trinidad cambia su nombre por el de José Abad Santos.
- 1961: en Cuba, resulta un fracaso la Invasión de Bahía de Cochinos de partidarios anticastristas cubanos, apoyados por la CIA estadounidense.
- 1961: la Asamblea General de la ONU invita a Portugal a que emprenda reformas en Angola, donde sus tropas se enfrentan a los nacionalistas.
- 1961: en España se rueda la película El Cid, de Anthony Mann, interpretada por Charlton Heston y Sofía Loren.
- 1962: después de una oferta de paz por parte del IRA, el Gobierno británico decide liberar a los prisioneros irlandeses condenados por terrorismo.
- 1963: en Madrid, es ejecutado el comunista Julián Grimau.
- 1965: China Popular ofrece su apoyo a Vietnam del Norte contra la agresión estadounidense.
- 1967: en las cercanías de Nicosia (Chipre) se produce un accidente aéreo en el que mueren 128 pasajeros.
- 1967: en el Madison Square Garden de Nueva York, el boxeador italiano Nino Benvenuti arrebata el título de campeón del mundo de los pesos medios al estadounidense Emile Griffith.
- 1970: en Austria, Bruno Kreisky es nombrado canciller federal.
- 1971: el tenista Manuel Santana es condenado a dos meses de arresto por atropellar y matar a un peatón, mientras conducía su automóvil a velocidad superior a la permitida.
- 1975: Inauguración del Estadio Monumental del Club Social y Deportivo Colo-Colo de Chile
- 1983: en Panamá comienza la Conferencia de Paz para Centroamérica, con asistencia de los seis cancilleres de los países del istmo y sus colegas de México, Colombia y Venezuela.
- 1983: en Cleveland, Estados Unidos, se inaugura el Salón de la Fama del Rock and Roll
- 1984: en el noroeste de Kabul (Afganistán) se produce una amplia ofensiva de las fuerzas soviético-afganas.
- 1986: en Kantalai (Sri Lanka) se derrumba una represa, que produce la muerte de 100 personas, mientras 18 000 quedan sin hogar.
- 1988: en Bélgica, Jean-Luc Dehaene cede el puesto a Wilfried Martens al frente del Gobierno, tras 128 días sin Gobierno efectivo en la nación.
- 1988: en el barrio de Greenwich (Londres) se inaugura la exposición sobre la Armada Invencible, en el 400.º (cuadringentésimo) aniversario de la derrota naval española.
- 1989: en Colombia, el Gobierno aprueba tres decretos para hacer frente a los grupos paramilitares financiados por los narcotraficantes que han sembrado el terror en el país.
- 1990: en España, el escritor venezolano Arturo Uslar Pietri es galardonado con el Premio Príncipe de Asturias de las Letras.
- 1990: en Barcelona, el príncipe Felipe comienza su primera visita oficial a Cataluña, de cuatro días de duración.
- 1990: en Praga (Checoslovaquia), el Parlamento checo decide que el nombre del país sea en adelante República Federativa Checa y Eslovaca (RFCE).
- 1990: en la maternidad del Hospital Universitario Valle de Hebrón, en Barcelona, una mujer da a luz a sextillizos.
- 1992: en el estadio Wembley de Londres se realizó el tributo a Freddie Mercury, en el que participaron los restantes integrantes de Queen, y artistas invitados como George Michael, David Bowie, Annie Lennox, Lisa Stansfield, Paul Young, Guns N'Roses, Elton John, Robert Plant, Metallica y Seal, entre otros. Este histórico show el cual se llamó A Concert For Life también funcionó como un canal para la concienciación sobre el sida.
- 1992: en Sevilla (España) se inaugura la Exposición Universal de Sevilla.
- 1993: en España, el grupo musical vasco Negu Gorriak publica Borreroak Baditu Milaka Aurpegi, su disco más conocido.
- 1993: La banda estadounidense de rock Aerosmith, publica su 11.º álbum de estudio titulado Get a Grip.
- 1994: en Argentina, la Asociación del Fútbol Argentino, inaugura el estadio Estadio El Gigante del Norte del Club de Gimnasia y Tiro de Salta con un partido amistoso entre Argentina y Marruecos.
- 1998: en Estados Unidos, Bill Gates (presidente de la multinacional informática Microsoft) presenta su nuevo sistema operativo Windows 98.
- 1999: en la Escuela Secundaria de Columbine (Estados Unidos), dos estudiantes asesinan a 12 estudiantes y 1 profesor para luego suicidarse (Masacre de la Escuela Secundaria de Columbine).
- 2000: en Bolivia, el presidente Hugo Bánzer suspende el estado de sitio en el país.
- 2001: en la Amazonía peruana, a unos 60 km de la ciudad de Iquitos, la Fuerza Aérea del Perú ―con información de la CIA estadounidense― derriba una avioneta creyendo que se trataba de narcotraficantes. Al caer se identifica a una familia de evangelistas estadounidenses: la esposa (Veronica Bowers, 35) y su beba adoptada (Charity, de 7 meses) fallecen instantáneamente por el ametrallamiento, mientras el padre (Jim Bowers, 37), su hijo (Cory, 6) y el piloto (herido en ambas piernas) sobreviven.[1]
- 2003: en Pekín, las autoridades chinas admiten la detección de 339 casos de neumonía asiática.
- 2003: en Sudáfrica mueren cuatro turistas españoles al estrellarse su avioneta.
- 2003: la aerolínea argentina LAPA cancela todos sus vuelos por quiebra.
- 2004: en Abu Ghraib (Irak), un extraño ataque de los insurgentes contra la prisión estadounidense, donde se encuentran 4500 rebeldes presos, causa la muerte de 22 reclusos; 8 insurgentes más fallecen en Faluya en enfrentamientos contra las tropas de Estados Unidos.
- 2004: en Italia comienza un juicio contra tres ex altos cargos de las SS alemanas que durante la Segunda Guerra Mundial participaron en la matanza de Sant' Anna di Stazzema, en la Toscana.
- 2004: en Guernica y Luno (Vizcaya) muere, a los 146 años de edad, el roble de Guernica, símbolo de los fueros vascos, debido a una grave infección del hongo Armillaria mellea.
- 2004: en Estados Unidos, la NASA lanza la sonda espacial Gravity Probe B, con la misión de comprobar las predicciones de la teoría de la relatividad de Einstein.
- 2005: en Ecuador es derrocado el presidente Lucio Gutiérrez; el Congreso Ecuatoriano designa como sucesor a Alfredo Palacio.
- 2005: en Zambia, un accidente en una fábrica de explosivos deja 52 muertos.
- 2008: en Paraguay en unas elecciones históricas, Fernando Lugo resulta victorioso como presidente de la República. El Partido Colorado pierde la presidencia luego de más de sesenta años en el poder.
- 2008: en el océano Índico, a 852 km de la costa de Somalia, piratas somalíes secuestran el barco pesquero español Playa de Bakio. El cautiverio duró 7 días.
- 2008: Danica Patrick se convierte en la primera mujer en ganar una carrera en la IndyCar Series, tras conquistar las 300 millas de Japón en el óvalo del circuito de Twin Ring Motegi.
- 2010: en el Golfo de México explota la plataforma semisumergible Deepwater Horizon, de la empresa British Petroleum (BP). Dos días después se genera un incontrolable derrame de petróleo.[2]
- 2010: la dibujante estadounidense Molly Norris publica en YouTube una propuesta para crear el Día de Dibujar a Mahoma, un movimiento para que todo el mundo dibuje al profeta islámico todos los 20 de mayo como protesta ante las amenazas de muerte contra los caricaturistas de la animación estadounidense South Park. Seis días después borraría sus dibujos debido a amenazas de muerte.[3]
- 2011: se adoptó la Resolución 1977 del Consejo de Seguridad de las Naciones Unidas.
- 2013: cerca de Lushan, Ya'an, en la provincia de Sichuan, China, a unos 116 km de Chengdu, se generó un terremoto de 7.0 grados (Escala sismológica de Richter), con una intensidad de hasta IX (Escala sismológica de Mercalli) a las 8:02, hora de Pekín (12:02 UTC).[4]
- 2015: alumno de trece años asesina a un profesor con un machete y agrede a varias personas con un ballesta y cócteles molotov en un instituto de Barcelona (Asalto al IES Joan Fuster en Barcelona).[5]
- 2017: se produjo el Tiroteo de París de 2017.[6]
- 2024: En todas las capitales insulares de Canarias y en varias ciudades europeas se lleva a cabo una manifestación multitudinaria en contra de la masificación turística del archipiélago canario.
- 2024: Se suprime el uso del boleto magnético del Metro de la Ciudad de México, tras 55 años de historia, de ediciones conmemorativas y de ofrecer viajes a distintos puntos del Distrito Federal (hoy Ciudad de México).

## Nacimientos
- 702: Ya‘far as-Sadiq, religioso árabe (f. 765).
- 1492: Pietro Aretino, escritor italiano (f. 1556).
- 1586: Rosa de Lima, religiosa peruana, canonizada por la Iglesia católica (f. 1617).
- 1633: Go-Komyo, emperador japonés (f. 1654).
- 1646: Charles Plumier, botánico francés (f. 1704).
- 1702: Zenón de Somodevilla, político español (f. 1781).
- 1739: William Bartram, botánico y naturalista estadounidense (f. 1823).
- 1741: José Antonio García Mohedano, sacerdote español (f. 1804).
- 1745: Philippe Pinel, médico francés (f. 1826).
- 1792: Hermógenes Maza, militar colombiano de la guerra de independencia (f. 1847).
- 1808: Napoleón III, primer mandatario francés entre 1848 y 1870 (f. 1873).
- 1818: Heinrich Göbel, inventor alemán (f. 1893).
- 1840: Odilon Redon, pintor francés (f. 1916).
- 1848: Kurd Lasswitz, escritor, científico y filósofo alemán (f. 1910).
- 1850: Daniel Chester French, escultor estadounidense (f. 1931).
- 1851: Tom Morris, Jr., golfista británico (f. 1875).
- 1851: Eduardo Acevedo Díaz, escritor uruguayo (f. 1921).
- 1854: Alberto Orrego Luco, pintor chileno (f. 1931).
- 1868: Charles Maurras, escritor y político francés (f. 1952).
- 1878: José Miaja, militar español (f. 1958).
- 1881: Nikolái Miaskovski, compositor soviético (f. 1950).
- 1883: Daniel Rubio Sánchez, arquitecto español (f. 1968).
- 1884: Daniel Verugian, poeta armenio. (f. 1915).

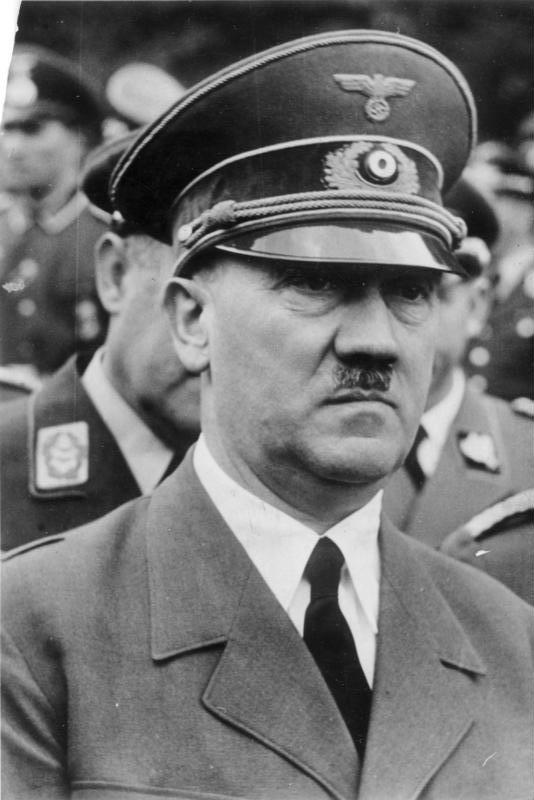
Adolf Hitler

- 1889: Adolf Hitler, político austriaco, canciller y líder (führer) de Alemania entre 1933 y 1945 (f. 1945).
- 1890: Atilio Malinverno, pintor argentino (f. 1936).
- 1893: Harold Lloyd, actor estadounidense (f. 1971).
- 1893: Joan Miró, pintor español (f. 1983).
- 1904: Bruce Cabot, actor estadounidense (f. 1972).
- 1904: George R. Stibitz, científico estadounidense (f. 1995).
- 1905: Inés Rodena, escritora cubana de radio y de televisión (f. 1985).
- 1908: Lionel Hampton, músico estadounidense de jazz (f. 2002).
- 1914: Ricardo Levene hijo, ministro de la Corte Suprema de Justicia de Argentina (f. 2000).
- 1914: Betty Lou Gerson, actriz estadounidense (f. 1999).
- 1918: Kai Manne Börje Siegbahn, físico sueco, premio nobel de física en 1981 (f. 2007).
- 1920: Ronald Speirs, militar estadounidense (f. 2007).
- 1920: John Paul Stevens, político estadounidense (f. 2019).
- 1921: Marcos Moshinsky, físico mexicano de origen ucraniano (f. 2009).
- 1923: José Barea Tejeiro, economista español (f. 2014).
- 1923: Antonio Núñez Jiménez, científico, revolucionario y político cubano (f. 1998).
- 1923: Tito Puente, músico estadounidense de jazz (f. 2000).
- 1923: Jorge Romo Fuentes, futbolista mexicano (f. 2014).
- 1923: Madre Angélica, monja, religiosa clarisa, comunicadora católica y escritora estadounidense (f. 2016).
- 1924: Leslie Phillips, actor de cine y televisión británico (f. 2022).
- 1926: Alfredo Cocucci, botánico, taxónomo, y profesor argentino (f. 2015).
- 1927: Pedro Beltrán, guionista y actor español (f. 2007).
- 1927: Phil Hill, piloto de automovilismo estadounidense (f. 2008).
- 1927: Karl Alexander Müller, físico suizo, premio nobel de física en 1987 (f. 2023).
- 1930: José Narosky, escritor argentino de aforismos.
- 1930: Stuart Lewis-Evans, piloto británico de automovilismo (f. 1958).
- 1935: Mario Camus, director y guionista cinematográfico español (f. 2021).
- 1936: Alfonso de Borbón y Dampierre, político español (f. 1989).
- 1937: George Takei, actor estadounidense.
- 1938: Betty Cuthbert, atleta y velocista australiana (f. 2017).
- 1938: Johnny Tillotson, cantante estadounidense.
- 1939: Miguel Urrutia Montoya, es un economista y académico colombiano.
- 1939: Gro Harlem Brundtland, doctora, política y primera ministra noruega (1981, 1986-1989 y 1990-1996).
- 1940: Inocencio Arias, diplomático español.
- 1940: Pilar Miró, cineasta española (f. 1997).
- 1940: Miquel Roca, político español.
- 1940: Alberto Vázquez, actor y cantante mexicano.
- 1941: Ryan O'Neal, actor estadounidense (f. 2023).
- 1941: Juan Claudio Cifuentes, crítico musical francoespañol (f. 2015).
- 1942: Arto Paasilinna, escritor finlandés (f. 2018).
- 1943: John Eliot Gardiner, director de orquesta y músico británico.
- 1943: Jaerock Lee, pastor cristiano y autor surcoreano (f. 2023).
- 1943: Edie Sedgwick, actriz y modelo estadounidense (f. 1971).
- 1943: Marta Varela, pianista, directora de orquesta y catedrática argentina.
- 1944: Fernando Bravo, conductor argentino de radio y televisión.
- 1946: Fedor den Hertog, ciclista neerlandés (f. 2011).
- 1946: Gordon Smiley, piloto estadounidense de automovilismo (f. 1982).
- 1947: Leonela Relys, pedagoga cubana (f. 2015).
- 1947: Björn Skifs, actor, guionista, cantautor y escritor sueco.
- 1948: Raúl Rosero Polo, compositor colombiano.
- 1948: Craig Frost, músico estadounidense, de la banda Grand Funk Railroad.
- 1948: Juan Ramón Martínez, futbolista salvadoreño.
- 1949: Veronica Cartwright, actriz estadounidense.
- 1949: Massimo D'Alema, político italiano.
- 1949: Jessica Lange, actriz estadounidense.
- 1949: Jaime López, futbolista mexicano (f. 1974).
- 1950: Sergio Cabrera, cineasta colombiano.
- 1951: Luther Vandross, cantante estadounidense (f. 2005).
- 1952: Bozidar Maljkovic, entrenador serbio de baloncesto.
- 1952: José Miguel Cejas, doctor en Ciencias de la Información y escritor español (f. 2016).
- 1955: Juan Carlos Aparicio, político español.
- 1955: Elena Benarroch, empresaria española.
- 1955: José Conde, actor y modelo español (f. 2011).
- 1955: Svante Pääbo, genetista sueco, Premio Nobel de Fisiología o Medicina 2022.
- 1956: Prudencio Norales, futbolista hondureño.
- 1959: Guillermo Guido, cantante argentino.
- 1959: Clint Howard, actor estadounidense.
- 1960: Miguel Díaz-Canel, político cubano, presidente de Cuba desde 2018.
- 1961: Daniel Rocha, actor colombiano.
- 1961: Paolo Barilla, piloto italiano de automovilismo.
- 1961: Mike Pniewski, actor estadounidense.
- 1963: Adrián Fernández Mier, piloto mexicano de automovilismo.
- 1963: Maurício Gugelmin, piloto brasileño de automovilismo.
- 1963: Champi Herreros, piloto español de motociclismo .
- 1963: Fermin Muguruza, músico español.
- 1963: Rafa Guerrero, árbitro asistente de fútbol español.
- 1963: Elio Serrano, político venezolano, Gobernador de Miranda desde 2024.
- 1964: Crispin Glover, actor estadounidense.

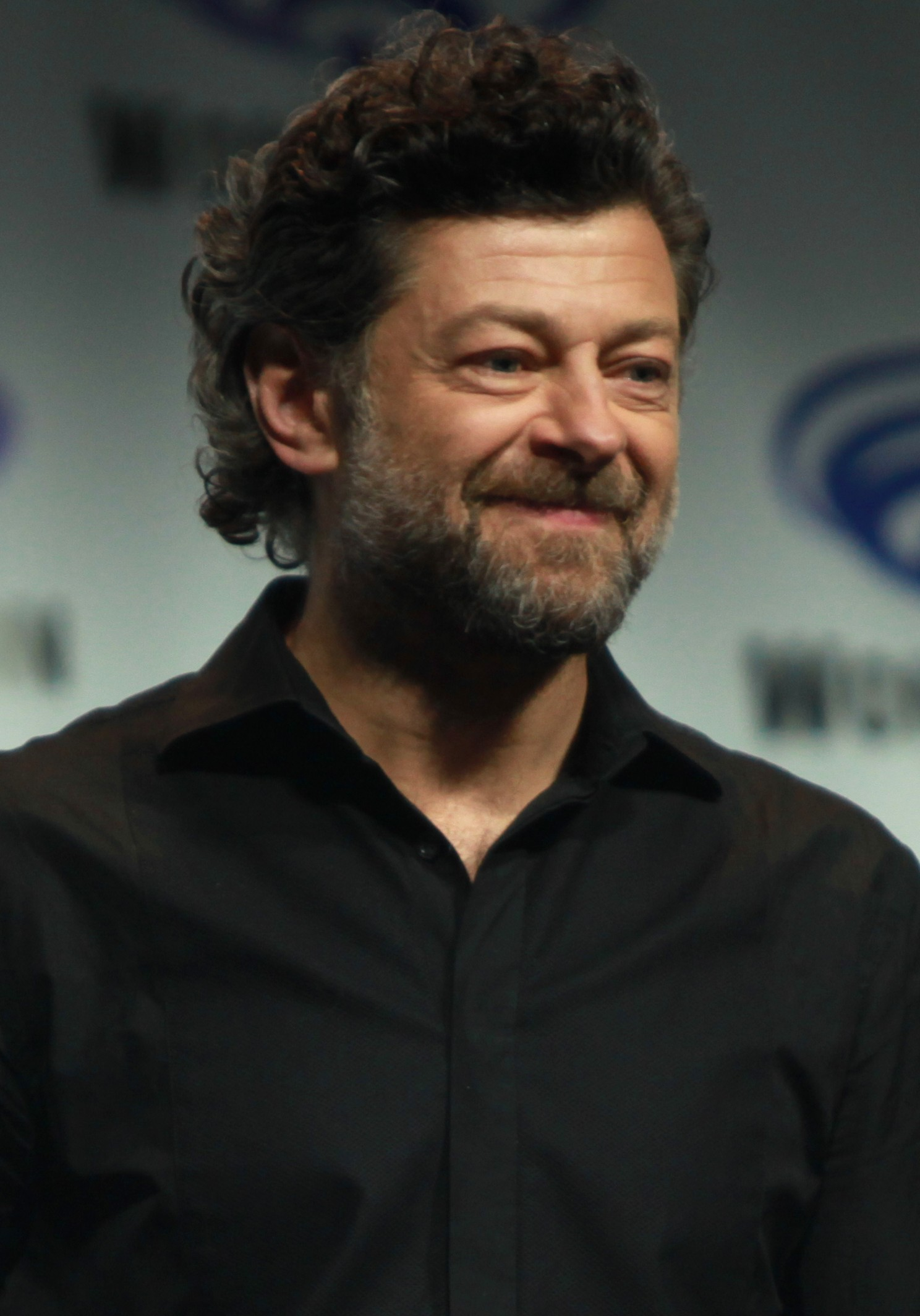
Andy Serkis

- 1964: Andy Serkis, actor británico.
- 1964: Adrián Tracogna, piloto argentino de automovilismo.
- 1964: Serafín Zubiri, cantante español.
- 1964: Wiliame Katonivere, político fiyiano, Presidente de Fiyi entre 2021 y 2024.
- 1967: Mike Portnoy, baterista estadounidense, de la banda Dream Theater.
- 1969: Felix Baumgartner, paracaidista austriaco.
- 1969: Alberto Herreros, baloncestista español.
- 1970: Shemar Moore, actor y modelo estadounidense.
- 1971: Allan Houston, baloncestista estadounidense.
- 1971: Mikey Welsh, músico estadounidense (f. 2011).
- 1972: Carmen Electra, actriz estadounidense.
- 1972: Stephen Marley, músico jamaicano.
- 1973: Gabry Ponte, disyóquey italiano.
- 1974: Tina Cousins, cantante británica.
- 1974: Mijail Mulkay, actor cubano.
- 1975: Fernando Laje, músico, baterista de Leviathan y empresario Argentino.
- 1976: Shay Given, futbolista irlandés.
- 1976: Joey Lawrence, actor estadounidene.
- 1978: Matt Austin, actor estadounidense.
- 1978: Manuel Baqueiro, actor español.
- 1978: David Karanka, futbolista y entrenador español.
- 1979: Ludovic Magnin, futbolista suizo.
- 1980: Edward Santana, baloncestista dominicano.
- 1980: Jasmin Wagner, cantante alemana.
- 1981: Julieta Prandi, modelo, presentadora de televisión y actriz argentina.
- 1981: Ronald Raldes, futbolista boliviano.
- 1982: Dario Knežević, futbolista croata.
- 1983: Sebastian Ingrosso, DJ y productor sueco.
- 1983: Danny Granger, baloncestista estadounidense.
- 1983: Miranda Kerr, modelo australiana.
- 1984: Bárbara Lennie, actriz española.
- 1985: Brian Myers, luchador profesional estadounidense
- 1986: Alejandro Graue, actor de doblaje y locutor argentino.
- 1987: Maciej Dąbrowski, futbolista polaco.
- 1988: Nadin Dawani, deportista jordana.
- 1989: Gerardo Suero, baloncestista dominicano.
- 1989: Sergei Zenjov, futbolista estonio.
- 1989: Germain Gigounon, tenista belga.
- 1990: Lu Han (cantante), cantante, modelo, actor y bailarín chino.
- 1990: Kristinn Steindorsson, futbolista islandés.
- 1991: Yūki Nogami, futbolista japonés.
- 1992: Kristian Álvarez, futbolista mexicano.
- 1995: Eduard Sobol, futbolista ucraniano.
- 1995: Patryk Kun, futbolista polaco.
- 1995: Karlo Bartolec, futbolista croata.
- 1995: Crismery Santana, halterófila dominicana.
- 1996: Daniela Darcourt, cantante, compositora y bailarina peruana.
- 1996: Ricardo Lagos Puyén, futbolista peruano.
- 1996: Kris Clyburn, baloncestista estadounidense.
- 1997: Alexander Zverev, tenista alemán.
- 1997: Takuya Koyama, futbolista japonés.
- 1998: Shusuke Yonehara, futbolista japonés.
- 1998: Takahiro Ko, futbolista japonés.
- 1998: Issei Takahashi, futbolista japonés.
- 1998: Aron Dønnum, futbolista noruego.
- 1998: Zeliha Ağrıs, taekwondista turca.
- 1999: Carly Rose Sonenclar, actriz y cantante estadounidense.
- 1999: Fabio Quartararo, motociclista francés.
- 1999: Juan Camilo Hernández Suárez, futbolista colombiano.
- 1999: Andreas Larsen, saltador ítalo-danés.
- 1999: Sergio Barreto, futbolista argentino.
- 1999: Stefan Drljača, futbolista alemán.
- 1999: Ladislav Krejčí, futbolista checo.
- 1999: Jorge Antonio de Liechtenstein, noble liechtensteiniano.
- 1999: Jaquan Brisker, jugador de fútbol americano estadounidense.
- 1999: Jake Camarda, jugador de fútbol americano estadounidense.
- 2000: Valentina Acosta Giraldo, arquera colombiana.
- 2000: Jon Barrenetxea, ciclista español.
- 2000: Julio Bórquez, futbolista chileno.
- 2000: Rei Hirakawa, futbolista japonés.
- 2000: Klara Hammarström, cantante sueca.
- 2000: Axelina Johansson, atleta sueca.
- 2000: Ochai Agbaji, baloncestista estadounidense.
- 2000: Hamza Kabdani, yudoca marroquí.
- 2000: Joshua Canales, futbolista costarricense-hondureño.
- 2002: Jay, cantante surcoreano-estadounidense perteneciente al grupo de K-Pop Enhypen.
- 2006: Dean Berta Viñales, piloto de motociclismo español (f. 2021).

## Fallecimientos
- 888: Xi Zong, emperador chino (n. 862).
- 1099: Pedro Bartolomé, monje francés (n. 1099).
- 1314: Clemente V, papa de la Iglesia católica entre 1305 y 1314 (n. 1264).
- 1317: Inés de Montepulciano, religiosa y santa católica italiana (n. 1268).
- 1472: Leon Battista Alberti, arquitecto, matemático y poeta italiano (n. 1404).
- 1521: Zhengde, emperador chino (n. 1491).
- 1643: Christoph Demantius, compositor, teórico musical, escritor y poeta alemán (n. 1567).
- 1672: Juan Rana (Cosme Pérez), actor cómico español del Siglo de Oro (n. 1593).
- 1693: Claudio Coello, pintor español (n. 1642).
- 1812: George Clinton, vicepresidente estadounidense (n. 1739).
- 1865: Braulio Foz, escritor y político español (n. 1791).
- 1902: Joaquim de Sousa Andrade, poeta brasileño (n. 1833).
- 1909: Manuel Penella Raga, compositor español (n. 1847).
- 1912: Pedro Lira, pintor chileno (n. 1845).
- 1912: Bram Stoker, escritor irlandés (n. 1847).
- 1918: Carl Ferdinand Braun, físico alemán, premio nobel de física en 1909 (n. 1850).
- 1927: Enrique Simonet, pintor español (n. 1866).
- 1932: Giuseppe Peano, matemático y filósofo Italiano (n. 1858).
- 1947: Cristian X, rey danés (n. 1870).
- 1951: Ivanoe Bonomi, político italiano (n. 1873).
- 1963: Julián Grimau, político español (n. 1911).
- 1964: August Sander, fotógrafo alemán (n. 1876).
- 1965: Alfredo Palacios, abogado y político socialista argentino (n. 1878).
- 1967: Santiago Antúnez de Mayolo, ingeniero, físico y matemático peruano (n. 1887).
- 1970: Paul Celan, poeta alemán de origen rumano (n. 1920).
- 1977: Sepp Herberger, jugador y entrenador de fútbol alemán (n. 1897).
- 1980: Helmut Käutner, actor y cineasta alemán (n. 1908).
- 1983: Pedro Quartucci, boxeador y actor argentino (n. 1905).
- 1990: Carlos Manini Ríos, político uruguayo (n. 1909).
- 1991: Steve Marriott, cantautor y guitarrista británico, de las bandas Small Faces y Humble Pie (n. 1947).
- 1991: Don Siegel, montajista, cineasta y productor estadounidense (n. 1912).
- 1992: Benny Hill, cómico británico (n. 1924).
- 1993: Cantinflas (Mario Moreno), actor y comediante mexicano (n. 1911).
- 1994: Dennis Cleveland Stewart, actor y bailarín estadounidense (n. 1947).
- 1995: Milovan Đilas, político yugoslavo (n. 1911).
- 1996: Christopher Robin Milne, escritor británico (n. 1920).
- 1998: Jean François Lyotard, filósofo francés (n. 1924).
- 1998: Alfredo Palacio Moreno, escultor ecuatoriano (n. 1912).
- 1999: Fallecimientos durante la Masacre de la Escuela Secundaria de Columbine:
- 1999: Rachel Scott, estudiante estadounidense, primera víctima de la masacre (n. 1981).
- 1999: Eric Harris y Dylan Klebold, estudiantes y asesinos estadounidenses (n. 1981).
- 1999: Dave Sanders, profesor estadounidense (n. 1951).
- 1999: Cassie Bernall, estudiante estadounidense (n. 1981).
- 2001: Antonio Asensio, editor español (n. 1947).
- 2001: Giuseppe Sinopoli, compositor y director de orquesta italiano (n. 1946).
- 2003: Teddy Edwards, saxofonista, compositor y arreglista estadounidense (n. 1924).
- 2003: Daijirō Katō, piloto japonés de motociclismo (n. 1976).
- 2003: Bernard Katz, biofísico alemán, premio nobel de medicina en 1970 (n. 1911).
- 2003: Jorge Peirano Facio, empresario y banquero uruguayo (n. 1920).
- 2006: Wolfgang Unzicker, ajedrecista alemán (n. 1925).
- 2006: Miguel Zacarías, director, productor y escritor de cine mexicano (n. 1905).
- 2007: Andrew Hill, pianista estadounidense de jazz (n. 1937).
- 2011: Osvaldo Miranda, actor argentino (n. 1915).
- 2013: Patrick Garland, actor y escritor británico (n. 1935).
- 2014: Emmanuel Carballo, escritor mexicano (n. 1929).
- 2014: Rubin Carter, boxeador estadounidense (n. 1937).
- 2015: Frederic Morton, escritor judío-austríaco (n. 1923).
- 2018: Álvaro Conrado, estudiante nicaragüense (n. 2003).
- 2018: Avicii, DJ, productor discográfico y remezclador sueco (n. 1989).
- 2020: Joxe Ulibarrena, escultor y etnógrafo español (n. 1924).[7]
- 2020: Michel Baklouk Merhej, músico y profesor libanés (n. 1928).[8]
- 2020: Horacio Fontova, humorista, cantautor, actor, dibujante y escritor argentino (n. 1946).
- 2020: Gabriel Retes, director de cine mexicano (n. 1947).
- 2021: Idriss Déby, militar y político chadiano, presidente de Chad entre 1990 y 2021 (n. 1952).[9]
- 2021: Monte Hellman, cineasta estadounidense (n. 1929).
- 2022: Hilda Bernard, actriz argentina (n. 1920).[10]
- 2022: Robert Morse, actor y cantante estadounidense (n. 1931).
- 2023: Josep Maria Fusté, futbolista español (n. 1941).
- 2025: Hugo Orlando Gatti, futbolista argentino (n.1944).

## Celebraciones
- Día Mundial de la Poliposis Nasal.[11]

- Día del consumo de cannabis.[12]
(También llamado 420 o como Día Mundial de la Marihuana).

- Día Internacional de José José.
Se celebra cada 20 de abril para honrar el legado musical de José Rómulo Sosa Ortiz, conocido como José José, el "Príncipe de la Canción". Esta fecha fue elegida por los fans en 2020, tras su fallecimiento el 28 de septiembre de 2019, en referencia a su icónica canción "Me vas a echar de menos", también conocida como "20 de abril", del álbum Promesas (1985), que incluye el verso "Y me estarás llamando, cada 20 de abril", que inspiró la conmemoración.

- Naciones Unidas:
  - Día de la Lengua China en las Naciones Unidas.

 Por países
(Por orden alfabético)
- Argentina:
  - Día del Micólogo.
Se celebra el 20 de abril en Argentina y en algunos países limítrofes, en conmemoración del natalicio del destacado micólogo italo-argentino Dr. Carlos Spegazzini, quien fue un pionero en la descripción de nuevos géneros de hongos, contribuyendo significativamente a la micología.
  -  Misiones: 
    - Aniversario de Fachinal.[13]
Fundación: 20 de abril de 1925 (100 años).

- Costa Rica:
  - Día del Rock.
Este día fue declarado oficialmente por el Poder Ejecutivo en 2013. Se conmemora la música rock y se celebra con eventos musicales y actividades relacionadas. Además fue declarado de interés cultural por el Ministerio de Cultura, Juventud y Deportes.

- Estados Unidos:
  - Día de Reconocimiento al Voluntariado.[14]
(en inglés: Volunteer Recognition Day).
  - Día de las Papas Fritas con Cheddar.[15]
(en inglés: National Cheddar Fries Day).
  - Día Nacional del Doble.[16]
(en inglés: National Look-Alike Day).
  - Día de Volar una Cometa (juguete).[17]
(en inglés: Go Fly a Kite Day).

- México:
  - Día del Voceador.[18]
Celebración de un antiguo oficio con más de 120 años de edad, instaurada por la Unión de Expendedores y Voceadores de Periódicos en México desde 1955. El objetivo es reconocer el trabajo de hombres y mujeres que brindan sus servicios a los medios impresos del país.

### Santoral católico

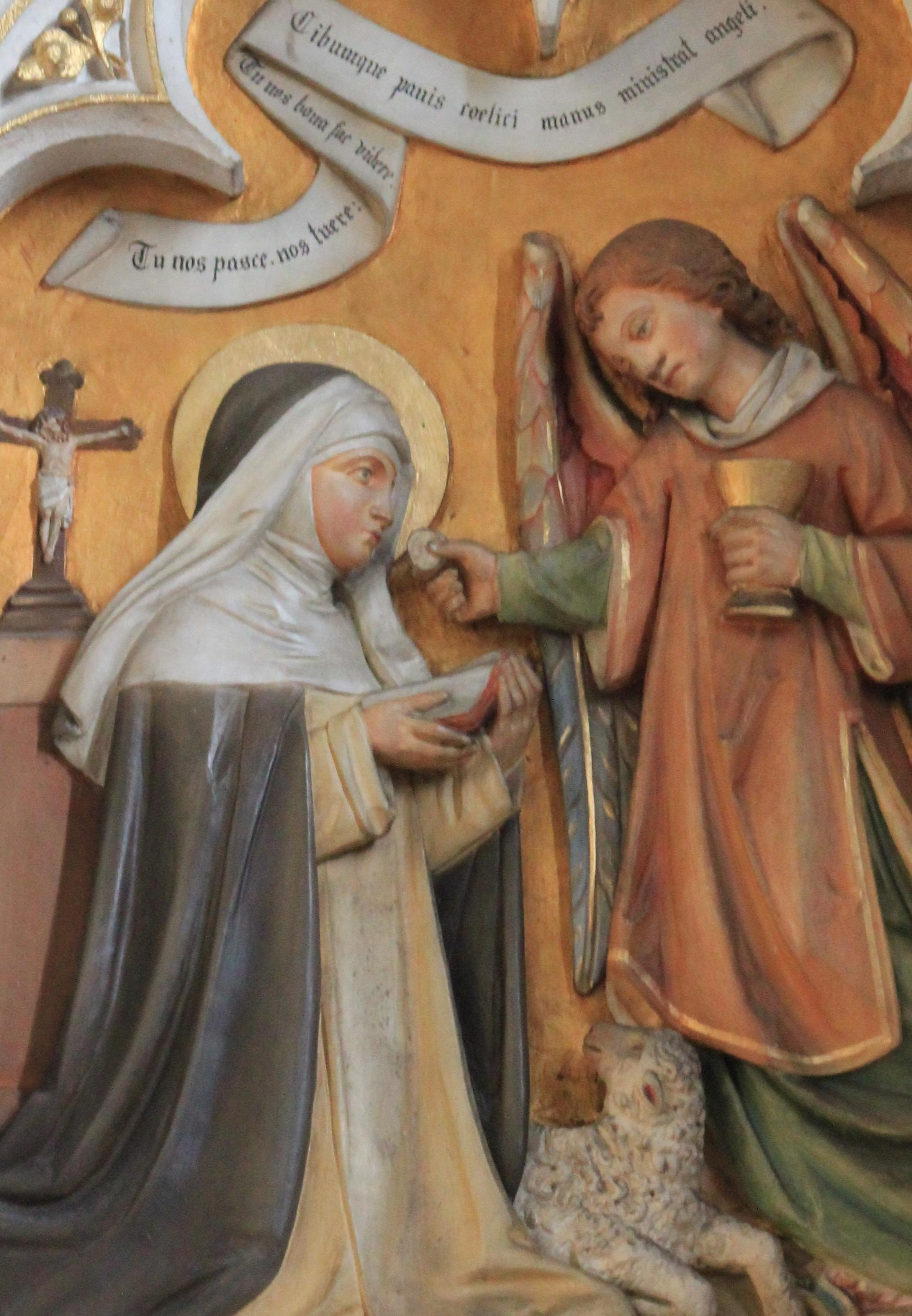
Santa Inés de Montepulciano.

- Santa Inés de Montepulciano.[19](imagen ilustrativa).
- Beato Mauricio MacKenraghty (s. XVI).[19]
- Beato Simón de Todi Rinalducci (s. XIV).[19]
- San Marciano de Auxerre (s. V).[19]
- Santa Heliena de Laurino (s. VIII).[19]
- Beata Clara Bosatta (s. XIX).[19]
- San Secundino de Córdoba (s. IV).[19]
- San Teodoro Triquino (s. V).[19]
- San Crisóforo.[19]
- Beato Domingo Vernagalli (s. XIII).[19]
- San Marcelino de Embrún (s. IV).[19]
- Beato Antonio Page (s. XVI).[19]
- Beato Anastasio Pankiewicz.[19]
- San Anastasio de Antioquía (s. VII).[19]
- San Vihón de frisia (s. IX).[19]
- San Endón, abad.[19]

 Por países
(Por orden alfabético)
- Ecuador:
  - Día de la Virgen de la Dolorosa. Se le rinde homenaje a la Virgen de los Dolores, también conocida como Virgen de la Amargura, Virgen de la Piedad o simplemente Madre Dolorosa. Se celebra el prodigio de la Virgen de la Dolorosa, que ocurrió en el Colegio San Gabriel en Quito, el 20 de abril de 1906, donde estudiantes presenciaron que la imagen de la Virgen abría y cerraba los ojos. Esta fecha es una celebración religiosa importante en Ecuador, conmemorando el milagro y la devoción a la Virgen.